# سونيك داش
سونيك داش (بالإنجليزية: Sonic Dash)‏، هي لعبة فيديو مجانية بريطانية، صدرت اللعبة في المتاجر الإلكترونية للهواتف الذكية سنة 2013، واللعبة موجودة في تطبيقات آي أو إس، أندرويد، مايكروسوفت موبايل، مايكروسوفت ويندوز ةمنصة آركيد.

## روابط خارجية
- سونيك داش على موقع Google Play (الإنجليزية)